# Haibach ob der Donau
Haibach ob der Donau is een gemeente in de Oostenrijkse deelstaat Opper-Oostenrijk, gelegen in het district Eferding (EF). De gemeente heeft ongeveer 1300 inwoners.

## Geografie
Haibach ob der Donau heeft een oppervlakte van 26 km². Het ligt in het middennoorden van het land. De Duitse grens is niet ver weg.
Alkoven · Aschach an der Donau · Eferding · Fraham · Haibach ob der Donau · Hartkirchen · Hinzenbach · Prambachkirchen · Pupping · Scharten · Sankt Marienkirchen an der Polsenz · Stroheim
- Gemeinsame Normdatei: 7500443-4
- Virtual International Authority File: 234362010